# Peter J. Schick
Peter J. Schick (* 31. Juli 1941 in Graz) ist ein österreichischer Rechtswissenschaftler.

## Leben
Nach der Promotion 1964 und Habilitation in Graz 1977 war er von 1977 bis 2009 ordentlicher Universitätsprofessor für Strafrecht und Strafprozessrecht an der Universität Graz. 2008 wurde er in das Scientific Integrity Board, einen "Weisenrat" gegen Fehlverhalten an der Medizinischen Universität Innsbruck gewählt.
In der Medienberichterstattung wird Schick regelmäßig als Strafrechtsexperte herangezogen und zitiert.

## Schriften (Auswahl)

### Monographien
- gem. mit Heinz Krejci und Hans Georg Ruppe: Unerlaubte Provisionen, Zuwendungen und Vorteile im Straf-, Privat- und Steuerrecht. Verlag Manz, Wien 1982, ISBN 978-3-214-06816-5.
- gem. mit Heinz Krejci und Walter Hauptmann: Ärztemuster auf Kassenkosten? Ärzte u. Apotheker am Rande d. Legalität. Wirtschaftsverlag Orac, Wien 1985, ISBN 978-3-85368-745-1.
- gem. mit Bernd-Christian Funk und Willibald Posch: Demonstrationsschäden. Abwehr und Ausgleich aus rechtlicher Sicht. Wien 1989, ISBN 3-7007-0013-X.
- gem. mit Wolfgang Holzer und Willibald Posch: Arzt- und Arzneimittelhaftung in Österreich. Wirtschaftsverl. Orac, Wien 1992, ISBN 3-7007-0193-4.
- gem. mit Marianne Johanna Lehmkuhl: Fälle und Lösungsmuster zum materiellen Strafrecht (5. überarb. und erw. Auflage). Wien 2008, ISBN 3-7046-0818-1.
- gem. mit Richard Dirnhofer und Gerhard Ranner: Virtopsy – Obduktion neu in Bildern. Gerichtsmedizinische Vorstellung und prozessrechtliche Diskussion einer neuen wissenschaftlichen Autopsiemethode. Verlag Manz, Wien 2010, ISBN 978-3-214-10191-6.

### Herausgeberwerke
- gem. mit Marianne Hilf: Kartellstrafrecht: das Spiel vom Fragen (P. Handke). Verlag Manz, Wien 2007, ISBN 978-3-214-00532-0.